# Sporting Club Hospitalenc
L'Sport Club Hospitalenc, també conegut com a Hospitalenc Sporting Club, popularment conegut simplement com l'Hospitalenc fou un club esportiu de l'Hospitalet del Llobregat fundat l'any 1917 i dissolt l'any 1928. Practicava futbol, però també practicava atletisme, ciclisme i boxa.

## Història
El club fou fundat per Marcel·lí Bayer i Bataller, Blas Guillén Ornaque i Josep Carbonell l'any 1917, federat el 12 de setembre del mateix any al Govern Civil de Barcelona. Practicava especialment el futbol, però comptava amb seccions de ciclisme i atletisme. L'any 1917 sorgí un dels seus rivals al barri de la Torrassa el F.C. Deportivo Torrasense. El 18 d'agost de 1918 s'organitza la primera cursa atlètica de l'Hospitalet, organitzada per l'Hospitalenc per la festa major de la vila on participen l'Hospitalenc, Club Natació Barcelona, RCD Espanyol de Barcelona, C.A.D.C.I. i la Societat Sportiva Patrie. La majoria de la gent que jugava tenien entre 14 i 25 anys.
La temporada 1918-19 l'Hospitalenc Jugava al Campionat de Catalunya de Tercera Categoria dins del grup C amb el F.C. Santboià, Cornella, Avenç d'esplugues, C.D. Colònia Güell i el Santfeliuenc. Aquí comença a créixer la rebaldia entre el FC. Santboià i l'Hospitalenc. D'aquesta temporada ens arriba una ressenya d'un partit jugat de l'hospitalenc amb el Cornellà sent guanyat pels primers 3-5. El campionat el va guanyar el Santboià en l'últim partit contra el C.D. Colònia Güell. A la temporada següent segueix encallat al Grup C amb tots els equips excepte que el Cornellà és substituït pel Cortense. L'Hospitalenc va guanyar tots els partits amb només 4 gols en contra, tres de penal. Ens queda 2 ressenyes de partits de l'hospitalenc contra el Santfeliuenc i el Cortense tots guanyats 3-0 per part de l'Hospitalenc. També es jugaven partits beneficiaris per jugadors importants, un exemple és un partit jugat el juliol de 1920 contra el FC Espanya a favor del davanter hospitalenc Antoni Roca. Sembla que durant aquesta època comença a tenir cert prestigi debut a què durant uns mesos Lakatos juga a l'Hospitalenc. També l'Hospitalenc juga amb equips de primera categoria com el FC Espanya o el FC Internacional. Ja trobem que al 13 de juliol de 1923 que es trobaven fent gestions per fer un nou camp de futbol debut a què l'Hospitalenc tenia un problema, com tots els clubs necessitava un camp de futbol, comptava amb el Camp del Camí de la Fonteta, que era al costat del Camp municipal de Can Serra (on ara juga el F.C. Can Buxeres) i necessitava jugar al barri del centre (debut a què els clubs que portaven el nom de la vila havien de ser del barri del centre). La construcció encara tardarà més.
De la temporada 1920-21 no va sobreviure cap testimoni del campionat de tercera categoria on participava l'Hospitalenc, però segons el Llibre d'or del futbol català el Santboià va guanyar el campionat. L'any 1921 Joan Pañella Torres es converteix en president de l'Hospitalenc, Els successos més importants en la seva presidència foren els següents: El Club va Inaugurar el nou camp i va patir la seva divisió Interna, va arribar a tant grau que es va dividir pràcticament en dos, però es van reunificar posteriorment.
A la temporada 1921-22 segueix al Grup C de Tercera categoria encallat amb el Santboià, U.E. Sant Joan d'Espí, Foment de Molins de Rei, Santjustenc, C.D. Colònia Güell i el Santfeliuenc. Va guanyar el santboià a l'última jornada al camp de l'Hospitalenc. La U.E. Eularienca es federa en 1922 i en 1923 comença a competir en la mateixa categoria de l'Hospitalenc.
La temporada 1922-23 l'Hospitalenc queda encallat amb la UE Eularienca, Cables Elèctrics de Cornellà, C.D. Colònia Güell, Viladecans, Foment de Molins de Rei, Federació Obrera de Molins de Rei, Santboià i Santfeliuenc dins del Grup D. El Primer "Derby" de la ciutat fou celebrat el 16 de novembre de 1922, quan es van enfrontar per primera vegada un SC Hospitalenc - UE Eularienca. 6-1 va acabar el partit a favor de l'Hospitalenc, el 1922 es fa una reestructuració a la tercera categoria i s'analitzen els Camps de joc, l'únic que va complir tots els paràmetres a la vila va ser el camp de la UE Eularienca. L'estiu de 1923 l'Hospitalenc se'n va anar a Maó durant un breu moment per jugar uns partits, va jugar contra el local 2 partits. El Primer el va empatar i el segon va ser Vitòria Hospitalenca amb un resultat de 2-1. També va jugar contra un equip anomenat Zamora de la Ciutadella de Menorca. Que el va guanyar l'equip Hospitalenc 0-2, el 24 d'agost de 1923, es va jugar un partit entre el Santboià i l'Hospitalenc estrenant un dels millors jugadors que ha tingut el club. Agustí Layola, va jugar fins a l'any 1926 quan va anar al FC Gràcia.
A la temporada 1923-24, La Tercera Categoria va ser dividida en dos grups: Ponent i Llevant, l'Hospitalenc va participar en el Grup Ponent juntament amb l'Ateneu Igualadí, Manresa SC, FC Santboià i el Santfeliuenc FC i Athletic del Turó, el Manresa va guanyar la lliga, l'Hospitalenc va quedar quart. El 31 de maig de 1924 va haver-hi una cessió del club Creant la Juventud Deportiva Hospitalense format per Blas Guillén Ornaque, Narcís Marcé Safont i Josep Boter Mas amb el suport d'alguns jugadors de l'Hospitalenc. Des de la separació de la Juventud Deportiva Hospitalense van ser els primers senyals de la crisi de l'Hospitalenc, una crisi de la qual no es recupera, També va marxar a Castelló on el dia 19 de març de 1924 empata a 0 contra el C.D. Castelló, però ja el dia 22 es troben que va jugar un partit al camp del C.D. Colònia Güelli el dia 4 de setembre del mateix any troben l'Hospitalenc jugant un partit contra la US Maó el primer partit perdia 2-0 i el segon guanyaba l'Hospitalenc 1-2.
El novembre de 1925 es crea la secció de Boxa del SC Hospitalenc.
A la Temporada 1924-25 l'Hospitalenc juga amb l'Ateneu Igualadí, Joventut Terrassenca, Santfeliuenc FC, Colònia Güell, CS Manresa, FC Santboià i l'Atlètic del Turó, guanya el Manresa SC dins del Grup Ponent, però l'Hospitalenc va quedar segon a la lliga. També la UE Eularienca és substituïda pel FC Provençana on el seu primer partit, el juga contra l'Hospitalenc com local.
A la temporada 1925-26 juga dins del nou Grup Centre on l'Hospitalenc jugava amb la Joventut Terrassenca, Catalunya de les Corts, UA d'Horta, Ateneu Igualadí i Atlètic del Turó, va guanyar el Catalunya de les Corts, també es va jugar un amistós entre l'Hospitalenc i el FC Palma, guanyant-lo l'Hospitalenc 4-1.
A la temporada 1926-27 va guanyar la lliga, però perd els partits de promoció contra el CE Europa.
A la temporada 1927-28 va Jugar en el Grup B (Ponent) amb el Santboià, Santfeliuenc i CD Colònia Güell on va acabar tercer amb 4 punts i la va guanyar el Santboià.
El 1928 és dissolt el S.C. Hospitalenc després d'11 Anys d'Història, de les seves cendres, el 1929, sorgiran el C.E. Fúria i la Penya Júniors que al cap de pocs mesos es fusionaren i crearan la continuació del S.C. Hospitalenc: la Unión Deportiva Hospitalet.

## Presidents[calcitació]
- Marcel·lí Bayer i Bataller, Ramon Prats Santfeliu (1917 - mitjans de 1918)
- Josep Vidal Trabal (des de mitjans de 1918 - 1919?)
- Josep Pujol Guitart (1919?)
- Rafael Valls Rovira (1920?)
- Joan Pañella Torres (1921 - 1924)
- senyor Pineda (estiu de 1925-1928?)

## Jugadors destacats[calcitació]
- Agustí Layola

## Estadi
El primer camp de futbol que va tenir fou el Camp del Camí de la Fonteta, inaugurat el 15 d'agost de 1917 en un partit entre els poderosos FC Barcelona i l'Avenç del Sport FC i també per l'equip guanyador del partit es portaria unes medalles, però les medalles es van incorporar un any més tard en un partit entre l'Hospitalenc i el Martinenc. Debut a la llunyania del camp del centre de la ciutat (situat a prop del camp municipal de Can Serra) i perquè el camp no era adient pe jugar-hi, segions la descripció d'Agustí Layola: n'hi havien unes pedres que quan queies et feies uns mals als genolls i et sagnaves. Per això es va inaugurar el 15 d'agost de 1922 el Camp de la Remunta, en un partit entre l'Hospitalenc i el Santfeliuenc guanyant-lo aquest últim 0-1. Tècnicament, el camp estava situat a Cornellà, però era més adient per jugar-hi i estava a 500 m de l'ajuntament. El camp va ser considerat com un dels millors camps de la comarca i de Catalunya. Comptava amb una capacitat de més de 2000 espectadors, superfície aproximada de 1400 m², les graderies fetes de fusta amb dimensions de 80x10 m i el terreny de joc amb mides de 120x70m. El camp va tancar amb la dissolució del club l'any 1928 i el propietari el va convertir en camps de conreu.

## Uniforme
Fins a l'any 1924 el club portava samarreta blanca amb pantaló blau i mitjons negres, que canviaria els pantalons del blau al color negre i adoptaria el seu antic uniforme com uniforme visitant.

### Evolució de l'uniforme
| 1917-1924 | 1924-1928 |